# 1716
1716 (MDCCXVI) a fost un an bisect al calendarului gregorian, care a început într-o zi de marți.

## Evenimente
- Acapararea de către otomani a cetății Hotin și constituirea raialei Hotinului.
- Eugeniu de Savoia cucerește și pune stăpânire pe Timișoara. Guvernator al Banatului, cu sediul la Timișoara, este numit Claudius Florimund Mercy.
- Începutul epocii fanariote în Moldova.

## Nașteri
- 20 ianuarie: Carol al III-lea, rege al Spaniei (d. 1788)

## Decese
- 14 noiembrie: Gottfried Wilhelm von Leibniz, 70 ani, filosof și matematician german (n. 1646)